# Antanaitis
Antanaitis ist ein litauischer männlicher Familienname, abgeleitet vom litauischen Vornamen Antanas.

## Bedeutung
Der Name heißt übersetzt „Sohn von Antanas“.

## Personen
- Jonas Algirdas Antanaitis (1921–2018), Politiker, Mitglied des Seimas
- Vaidotas Antanaitis (1928–2018), Forstwissenschaftler und Politiker, Forstwirtschaftsminister, Botschafter, Professor und Ehrendoktor der Aleksandras-Stulginskis-Universität